# الجريمة في الجبل الأسود

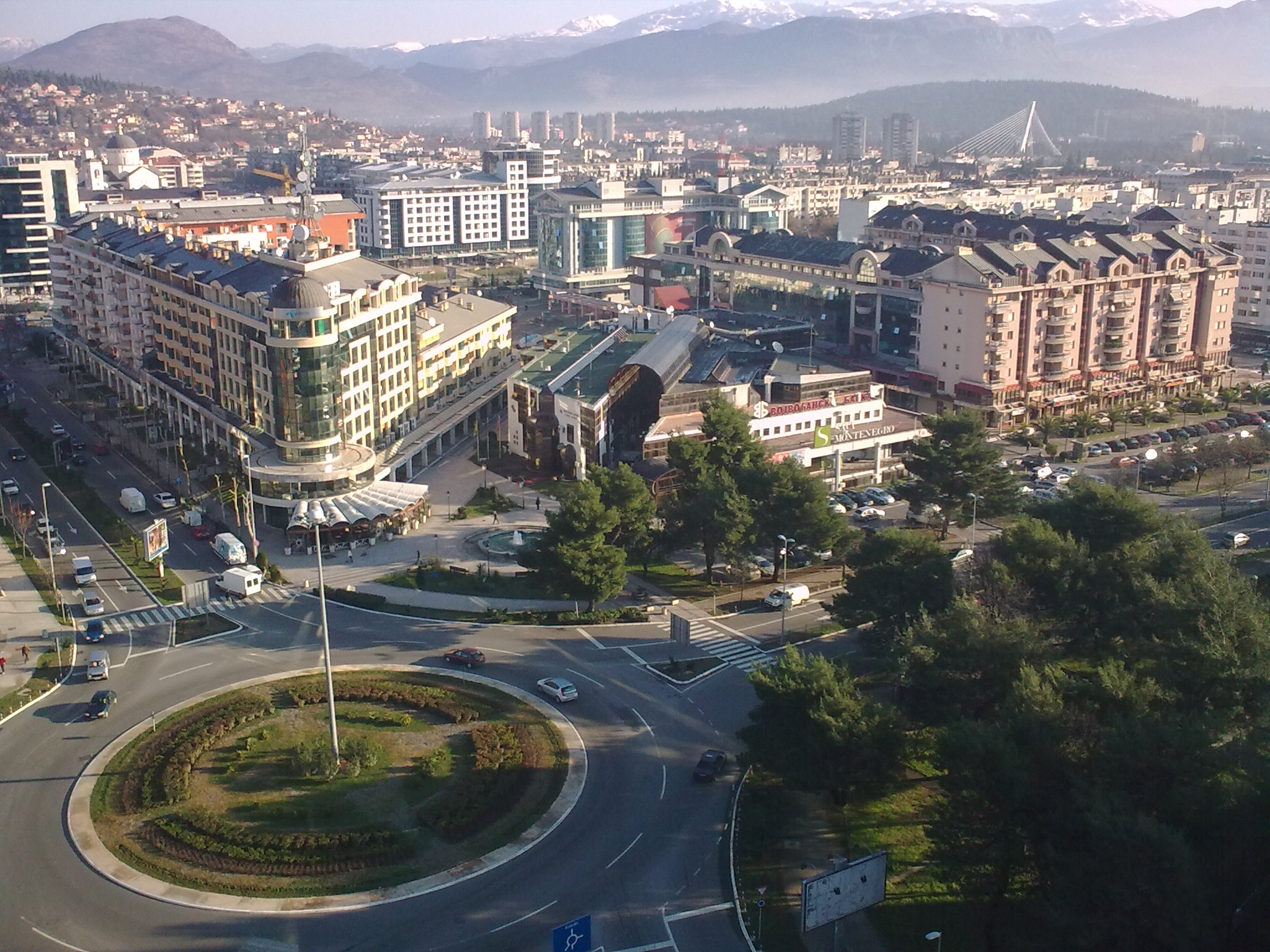
منظر للعاصمة بودغوريتشا.

يتم مكافحة الجريمة في الجبل الأسود من قبل شرطة الجبل الأسود وغيرها من وكالات إنفاذ القانون.

## الجريمة حسب النوع

### القتل
في عام 2012 ، بلغ معدل القتل في الجبل الأسود 2.7 لكل 100,000 شخص. كان هناك ما مجموعه 17 جريمة قتل في الجبل الأسود في عام 2012.

### الجريمة المنظمة
مافيا الجبل الأسود أو كارتل الجبل الأسود هي المصطلحات المستخدمة لمختلف المنظمات الإجرامية الموجودة في الجبل الأسود أو تتألف من أشخاص مونتينيغريين. يوجد 700 شخص مجرم منظم موثق يعملون داخل الجبل الأسود ؛ أما خارج البلاد فعصابات الجبل الأسود تنشط في جميع أنحاء أوروبا - وبالأساس في صربيا وسلوفينيا. تميل العصابات إلى التخصص في تهريب السجائر والمخدرات والاتجار بالأسلحة.

### الاتجار بالبشر
الجبل الأسود هي بلد عبور ومصدر ووجهة للرجال والنساء والفتيات ضحايا الاتجار بالأشخاص، ولا سيما في مجال البغاء القسري والعمل القسري. معظم ضحايا الاتجار الإناث من أوكرانيا ومولدوفا وصربيا وألبانيا وكوسوفو، واللائي يهاجرن أو يتم تهريبهن عبر البلاد في طريقهن إلى وجهات أخرى يخضعن لظروف الدعارة القسرية في الجبل الأسود. يتم إجبار أطفال الغجر على التسول المنظم في الشوارع في البلاد.

### الفساد
يعد الفساد مشكلة خطيرة في الجبل الأسود. وجدت المفوضية الأوروبية في تقريرها المرحلي لسنة 2013 أن الكفاءة في مكافحة الفساد مقيدة بالتغييرات التشريعية المتكررة والمواقف المتساهلة بين سلطات إنفاذ القانون للتحقيق في مزاعم الفساد، وخاصة تلك التي تنطوي على مسؤولين رفيعي المستوى.